# 銀河鐵道之父
《銀河鐵道之父》（ ginga tetsudō no chichi */?）是2023年日本電影，改編自門井慶喜同名長篇傳記小說，以父親宮澤政次郎的角度講述作家宮澤賢治的生平。電影於宮澤賢治逝世90周年上映。成島出導演，坂口理子編劇，役所廣司、菅田將暉、森七菜主演。

## 劇情
1896年（明治29年），經營當鋪的宮澤政次郎登上火車，焦急地返回家鄉花卷町。他的妻子伊治剛誕下長子，他的父親喜助為新生兒取名為「賢治」。政次郎立志要成為新時代的父親。
賢治6歲時因感染痢疾而需要入醫院醫治，身為當家的政次郎不顧父親和妻子反對，堅持在醫院親自照顧賢治。賢治最終康復出院，政次郎卻在此期間感染了黏膜炎，使其腸胃變弱。
賢治中學畢業後，政次郎本想安排他準備繼承祖傳的當鋪，接受外國思潮的賢治卻有意升學，甚至認為當鋪是壓榨農民的行業。政次郎還是要求賢治在當鋪工作，卻發現賢治給前來典當的客人超出價值的金額，二人關係陷入矛盾。賢治的妹妹敏經常和哥哥閱讀安徒生童話，並鼓勵哥哥寫作、成為「日本的安徒生」。敏勸說政次郎不要受傳統思想束縛，政次郎終於同意賢治升學，待畢業後才繼承祖業。賢治的四名弟妹都感到高興。政次郎本以為賢治會升讀大學，賢治卻考進了盛岡高等農林學校，以幫助農民。
賢治曾經向政次郎籌措資金，以創立「在東京製造人造寶石」的工業，使家鄉受惠，但政次郎對此感到懷疑而沒有支持他。宮澤家信奉淨土真宗，賢治卻表示要改信日蓮宗，使父子關係日益惡化。賢治畢業後離開花卷，前往東京，投靠日蓮宗創辦的國柱會。雖然未被國柱會接納，但賢治仍在留在東京潛修。
一日，賢治收到電報說敏病重，趕著回鄉前寫下了《風之又三郎》。敏因患上肺結核在別墅靜養期間，聽到賢治為她寫的故事，使敏的心情大大改善，而政次郎也開始欣賞賢治的創作。可是，敏的情況一直沒有好轉，終於在一個風雪漫天的冬日病逝。賢治因喪妹而沮喪，在敏的淨土真宗火葬禮上以日蓮宗的經文送別亡妹；政次郎沒有阻止他，反而答應賢治說會代替敏成為他的頭號讀者。賢治振作起來，寫下了悼念敏的《永訣之朝》。
賢治自費出版了詩集《春與修羅》和短篇小說集《要求很多的餐廳》，但是在東京及各地均滯銷，政次郎和賢治需要把書店存貨買回。受到政次郎的鼓勵，賢治遷進了敏養病時住的別墅，專心寫作。賢治也創辦了羅須地人協會，以研究的土壤知識教導農民。看見賢治找到自己的方向，政次郎感到十分欣慰，不再要求他繼承當鋪，反而把當鋪結業，改為讓給次子清六售賣日用品。賢治表示自己並未娶妻生子，所以把創作的作品視為兒子，政次郎也表示把賢治的作品視為孫子，因而珍而重之。
好景不常，政次郎有一日從伊治口中聽到賢治近來開始吸煙，聯想起敏生前使用的偏方，便帶同賢治去看醫生，結果發現賢治同樣確診肺結核。賢治遷回父母家養病，期間繼續創作。一個深夜，有名農民在晚上到訪宮澤家，想要向賢治求救。政次郎本來想拒絕接待，但賢治表示那名農民肯定是遇上緊急問題。當時，賢治身體已經十分虛弱，但仍然堅持詳細解答農民的問題，政次郎在後觀看，並無干預。其後，賢治的病情急轉直下，把手稿交付弟弟清六，要他出版成書。政次郎給臨終的賢治誦讀出詩作《不畏風雨》，並稱讚這是首好詩。賢治感謝父親的讚美後就斷氣了。
兩年後，政次郎收到剛出版的《宮澤賢治全集》，滿意地翻開，讀起《銀河鐵道之夜》來。他想像自己登上了銀河下道路的一列火車，在那裏遇上了賢治給敏在講《銀河鐵道之夜》的故事。

## 角色
- 役所廣司　飾　宮澤政次郎（日语：宮澤政次郎）
- 菅田將暉　飾　宮澤賢治（宮沢賢治）
- 森七菜　飾　宮澤敏（日语：宮沢トシ）
- 坂井真紀　飾　宮澤伊治（宮沢イチ）
- 豐田裕太　飾　宮澤清六（日语：宮沢清六）
- 田中泯　飾　宮澤喜助（宮沢喜助）

## 製作
- 原作：門井慶喜（講談社文庫） ISBN 978-4065183816
- 導演：成島出
- 脚本：坂口理子
- 音樂：海田庄吾
- 主題曲：生物股長「STAR」（索尼音樂品牌）[2]
- 助成：文化庁
- 製片公司：キノフィルムズ、ツインズジャパン
- 製作：木下集團
- 發行商：キノフィルムズ

## 外部連結
- 電影公式網站 （页面存档备份，存于）
- 互联网电影数据库（IMDb）上《銀河鐵道之父》的资料（英文）